# 인체 구멍 목록
이 목록은 인체에 존재하는 구멍들에 대해 다룬다.

## 머리뼈

몇몇 구멍들이 표시된 머리뼈바닥의 사진.

인간의 머리뼈는 여러 구멍들이 존재한다. 이 구멍들로는 뇌신경, 동맥, 정맥, 그 외 기타 구조물들이 통과한다. 구멍들은 그 크기와 수가 나이에 따라 다양하다.
| 뼈                | 머리우묵       | 구멍                            | 개수 | 혈관                                                        | 신경 |
| ----------------- | -------------- | ------------------------------- | ---- | ----------------------------------------------------------- | --- |
| 이마뼈            | -              | 눈확위구멍                      | 2    | 눈확위동맥, 눈확위정맥                                      | 눈확위신경 |
| 이마뼈            | 앞머리뼈우묵   | 막구멍                          | 1    | 코 윗부분에서 위시상정맥굴로의 이끌정맥                     | |
| 벌집뼈            | 앞머리뼈우묵   | 체판구멍                        | ~20  | -                                                           | 후각신경 다발(CN I)                                                                                             |
| 벌집뼈            | 앞머리뼈우묵   | 앞벌집구멍                      | 2    | 앞벌집동맥 앞벌집정맥                                       | 앞벌집신경 |
| 벌집뼈            | 앞머리뼈우묵   | 뒤벌집구멍                      | 2    | 뒤벌집동맥 뒤벌집정맥                                       | 뒤벌집신경 |
| 나비뼈            | -              | 시각신경관                      | 2    | 눈동맥                                                      | 시신경(CN II)                                                                                                   |
| 나비뼈            | 중간머리뼈우묵 | 위눈구멍틈새                    | 2    | 위눈정맥                                                    | 눈돌림신경(CN III) 도르래신경(CN IV) 눈신경(V1)에서 나오는 눈물샘신경, 이마신경, 코섬모체신경 갓돌림신경(CN VI) |
| 나비뼈            | 중간머리뼈우묵 | 원형구멍                        | 2    | -                                                           | 위턱신경(V2) |
| 위턱뼈            | -              | 앞니구멍, 앞니관, 스카르파 구멍 | 4    | 내림입천장동맥의 종말가지                                   | 코입천장신경(V2)의 종말 부분                                                                                    |
| 입천장뼈          | -              | 큰입천장구멍                    | 2    | 큰입천장동맥 큰입천장정맥                                   | 큰입천장신경 |
| 입천장뼈와 나비뼈 | -              | 나비입천장구멍                  | 2    | 나비입천장동맥 나비입천장정맥                               | 코입천장신경 |
| 입천장뼈와 위턱뼈 | -              | 작은입천장구멍                  | 4    | 작은입천장동맥 작은입천장신경                               | 작은입천장신경 큰입천장신경                                                                                     |
| 나비뼈와 위턱뼈   | -              | 아래눈구멍틈새                  | 2    | 아래눈정맥 아래눈동맥 눈확아래정맥, 날개근정맥얼기의 지류   | 광대신경, 위턱신경에서 나온 눈확아래신경(V2) 날개입천장신경절의 눈확가지                                        |
| 위턱뼈            | -              | 눈확아래구멍                    | 2    | 눈확아래동맥 눈확아래정맥, 날개근정맥얼기의 지류            | 눈확아래신경 |
| 나비뼈            | 중간머리뼈우묵 | 타원구멍                        | 2    | 덧뇌막동맥, 해면정맥굴을 날개근정맥얼기와 연결하는 이끌정맥 | 아래턱신경(V3) 작은바위신경 (종종)                                                                              |
| 나비뼈            | 중간머리뼈우묵 | 뇌막동맥구멍                    | 2    | 중간뇌막동맥                                                | 아래턱신경의 뇌막가지(V3)                                                                                       |
| 나비뼈            | 중간머리뼈우묵 | 파열구멍                        | 2    | 날개관동맥, 오름인두동맥의 뇌막가지, 이끌정맥               | 날개관 앞쪽 벽을 따라 주행하는 날개관신경                                                                       |
| 관자뼈            | 중간머리뼈우묵 | 목동맥관                        | 2    | 속목동맥                                                    | 속목신경얼기, 위목신경절에서 나온 교감신경 성분                                                                 |
| 관자뼈            | 뒤머리뼈우묵   | 속귓길                          | 2    | 미로동맥                                                    | 얼굴신경(CN VII), 속귀신경(CN VIII)                                                                             |
| 관자뼈            | 뒤머리뼈우묵   | 목정맥구멍                      | 2    | 속목정맥, 아래바위정맥굴, 구불정맥굴                        | 혀인두신경(CN IX), 미주신경(CN X), 더부신경(CN XI)                                                              |
| 관자뼈            | 뒤머리뼈우묵   | 붓꼭지구멍                      | 2    | 붓꼭지동맥                                                  | 얼굴신경(CN VII)                                                                                                |
| 뒤통수뼈          | 뒤머리뼈우묵   | 혀밑신경관                      | 2    | -                                                           | 혀밑신경(CN XII)                                                                                                |
| 뒤통수뼈          | 뒤머리뼈우묵   | 큰구멍                          | 1    | 앞척수동맥, 뒤척수동맥, 척추동맥                            | 숨뇌의 가장 아랫부분, 뇌막의 세 층, 더부신경(CN XI)의 오름척수섬유                                              |
| 뒤통수뼈          | 뒤머리뼈우묵   | 관절융기관                      | 1    | 뒤통수이끌정맥, 뒤통수동맥의 뇌막가지                       | |

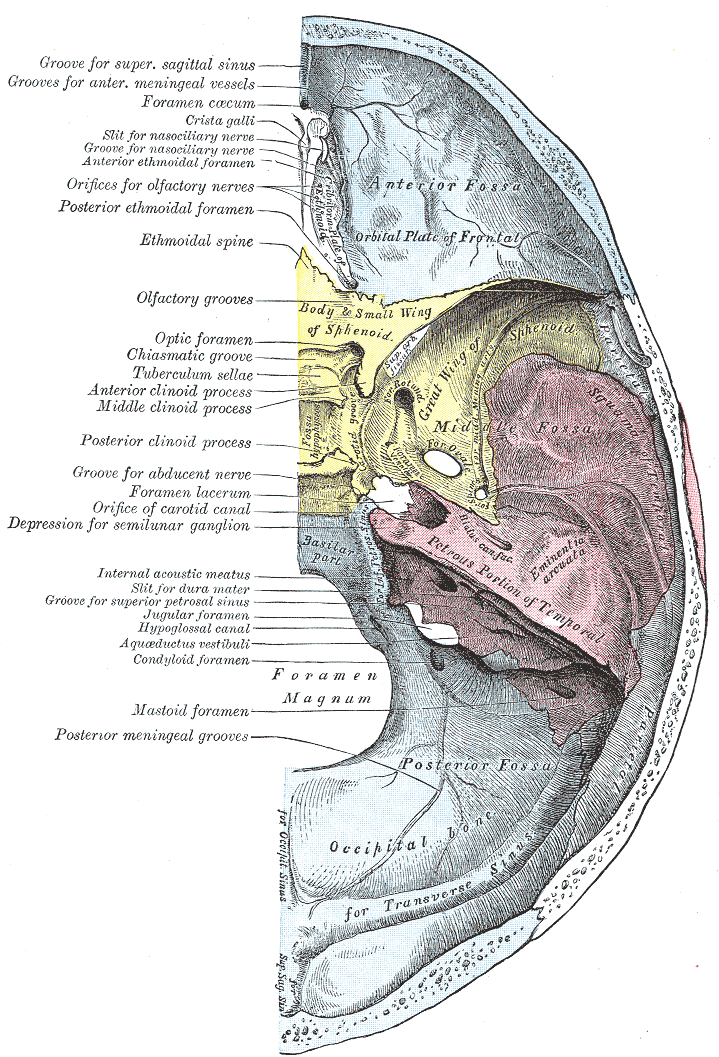
머리뼈바닥 윗면.
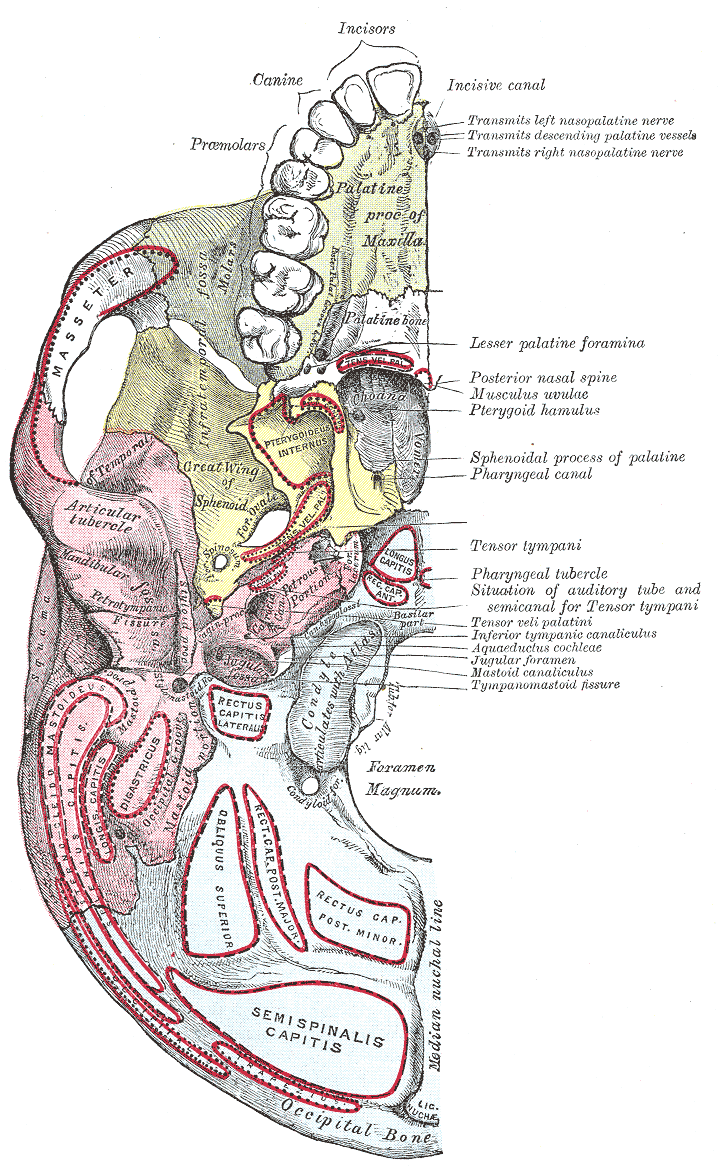
머리뼈바닥 아랫면. 근육이 붙는 곳은 빨간색으로 표시됨.

## 척추
척주에서는 각각의 뼈 맨 위와 아래에는 동맥, 정맥, 신경이 오갈 수 있도록 구멍이 나 있다. 이런 구멍들을 척추사이구멍이라고 한다.

## 그 외
- 치아뿌리끝구멍: 치아뿌리 아래쪽 끝의 구멍
- 타원구멍 (심장): 태아의 심장에 존재하는 좌심방과 우심방 사이의 구멍
- 가로구멍: 척추동맥이 통과하는, 목뼈의 가로돌기에 존재하는 구멍
- 큰궁둥구멍: 골반의 큰 구멍
- 뇌실사이구멍: 뇌에서 뇌실들을 서로 연결하는 구멍
- 척추사이구멍: 척추의 뼈 사이에 형성되는 구멍
- 작은궁둥구멍: 골반과 넓적다리뒤칸 사이의 구멍
- 폐쇄구멍: 골반에서 궁둥뼈와 두덩뼈 사이에 있는 구멍
- 척추구멍: 척추의 앞부분(몸통)과 뒷부분(고리 부분)에 의해 형성되는 구멍